# Jens Johansen (borgmester)
 Der er flere personer med dette navn, se Jens Johansen.
Jens Johansen (født 1952) er en dansk sognepræst ved Mariakirken og tidligere politiker.
Johansen har været medlem af Københavns Borgerrepræsentation 1994 og 1998-2005, hvor han repræsenterede Socialistisk Folkeparti. Desuden var han skole- og kulturborgmester (borgmester for 1. afdeling) 1994-1997.